# Dugo Polje (gmina Srbac)
Dugo Polje (cyr. Дуго Поље) – wieś w Bośni i Hercegowinie, w Republice Serbskiej, w gminie Srbac. W 2013 roku liczyła 247 mieszkańców.